# Nomada monozana
Nomada monozana là một loài Hymenoptera trong họ Apidae. Loài này được Friese mô tả khoa học năm 1920.